# Jeanne Fichel
Pour les articles homonymes, voir Samson (homonymie).
Jeanne Fichel, née Samson le 17 juillet 1849 à Lyon et morte 17 juillet 1906 à Neuilly-sur-Seine, est une peintre française de genre.

## Biographie
Jeanne Samson est la fille de Louis Samson, confectionneur, et d'Hélène Marceline Wall
Elle devient l'élève d'Eugène Fichel, qu'elle épouse ensuite. Elle habite un temps au 72 rue de Rivoli puis rue Fortuny avec son mari.
Elle expose ses œuvres au Salon de Paris à partir de 1869,.
Elle meurt à Neuilly-sur-Seine à l'âge de 57 ans
. Elle est incinérée le 19 juillet au cimetière du Père-Lachaise, puis inhumée au cimetière du Montparnasse.

## Galerie

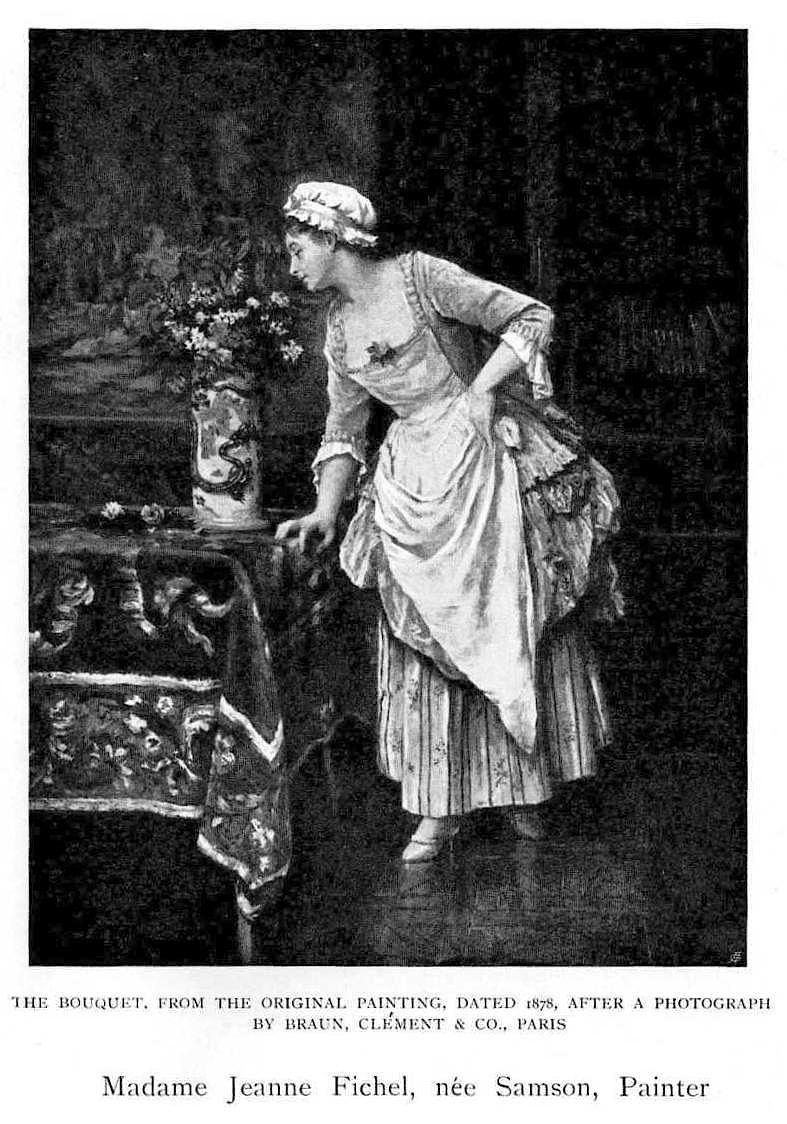
Le bouquet (1878)
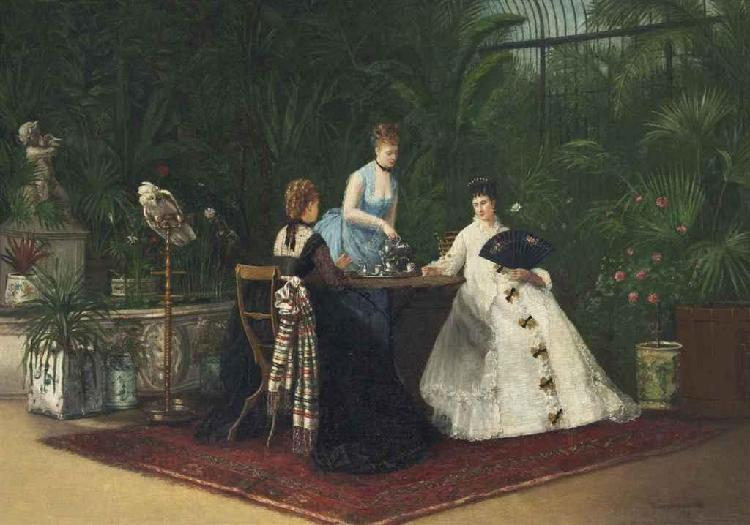
Thé au conservatoire (1893)

## Postérité
Son œuvre de 1878, Le Bouquet est incluse dans le livre Women Painters of the World  qui donne un aperçu des femmes peintres les plus en vue jusqu'en 1905, date de publication de ce livre.